# Nikolaus Pevsner
Pour les articles homonymes, voir Pevsner.
Nikolaus Pevsner, né le 30 janvier 1902 à Leipzig (Saxe) et mort le 18 août 1983 à Hampstead (Londres), est un critique et historien de l'art, particulièrement de l'architecture et du design, britannique né allemand.

## Biographie sommaire
Fils d’un commerçant juif, Pevsner étudie l’histoire de l'art dans les universités de Leipzig, Munich, Berlin et Francfort-sur-le-Main. Il obtient son doctorat en 1924, travaille ensuite au musée de Dresde jusqu'en 1928. Il enseigne à l’université de Göttingen les cinq années suivantes. Il quitte l'Allemagne pour la Grande-Bretagne en 1934 pour fuir le nazisme, et devient citoyen britannique en 1946. Il enseigne alors dans les universités de Londres, Oxford, Birmingham et Cambridge. Nikolaus Pevsner est notamment titulaire de la chaire Slade à Cambridge en 1949 puis à celle d'Oxford en 1968. En 1969 Pevsner est anobli par la reine Élisabeth II.
Son œuvre magistrale sur le patrimoine architectural de l'Angleterre, comté par comté, est publiée en 46 volumes dans The Buildings of England entre 1951 et 1974. Ses livres Pioneers of the modern movement: from William Morris to Walter Gropius, puis The sources of modern architecture and design sont toujours de référence pour les historiens des modernités du début du XXe siècle. On lui doit aussi la fondation de la collection Pelican History of Art en 1953, ainsi qu'une histoire des enseignements artistiques Academies of Art, Past and Present.